# Нголо Канте
Нголо Канте (фр. N'Golo Kanté; 29. март 1991) француски је фудбалер који тренутно наступа за Ел Итихад и фудбалску репрезентацију Француске на позицији централног везног.
Канте је фудбалом почео да се бави са осам година, у тиму Сирензе. Професионалну каријеру почео је 2012 године у Булоњу, одакле је прешао у Каен гдје је провео двије сезоне. Године 2015 прешао је у Лестер Сити за 8 милиона евра и био је један од најзаслужнијих за освајање Премијер лиге у сезони 2015/16, прве у историји Лестера. То је била уједно и Кантеова једина сезона у Лестеру. Наредне сезоне прешао је у Челси за 36 милиона евра. Са Челсијем је освојио Премијер лигу у сезони 2016/17, што му је била друга титула заредом. Канте је тако постао први инострани фудбалер који је освојио Премијер лигу двије године заредом, са два различита клуба, након Ерика Кантоне који је освојио 1992 и 1993. Проглашен је за најбољег фудбалера Премијер лиге за сезону 2016/17, по избору фудбалера, као и по избору спортских новинара. Оба пута био је у идеалном тиму Премијер лиге. Добитник је награде за најбољег француског фудбалера за 2017 годину, по избору листа Франс футбол (фр. France Football). Канте је добио 92 гласа, пет више од Килијана Мбапеа, док је трећи био Карим Бензема са 52 гласа.
За фудбалску репрезентацију Француске дебитовао је 2016 године. Био је члан тима на Европском првенству 2016, на којем је Француска освојила сребро, изгубивши у финалу од Португалије, након чега је са репрезентацијом освојио Свјетско првенство 2018.

## Клупска каријера

### Булоњ
Рођен је у Паризу, а фудбалом је почео да се бави са осам година, у клубу Сирезне, на западу Париза, гдје је остао до 18 године. Судећи по помоћном тренеру, Пјеру Виљеу, Кантеа нису хтјели велики клубови због малог раста и себичног стила игре. Године 2010, посредством контаката предсједника Сиреснеа прешао је у Булоњ, гдје је играо за резервни тим. Професионални деби имао је на последњој утакмици Друге лиге Француске за сезону 2011/12, против Монака, 18. маја 2012; у игру је ушао умјесто Вирџила Ресета и одиграо је последњих 11 минута.
Током сезоне 2012/13 наступао је за клуб у Трећој лиги, пропустивши само једну утакмицу. На дан 10. августа, постигао је први гол у професионалној каријери, што је био једини погодак у побједи над Лузенаком; до краја сезоне постигао је још два гола.

### Кан
Године 2013, прешао је у редове друголигаша Кана, гдје је прве сезоне играо на свих 38 утакмица у лиги; Кан је завршио сезону на трећем мјесту и изборио пласман у Прву лигу за сезону 2014/15. На својој другој утакмици, 9. августа, постигао је први гол у побједи над Левалоом; други гол постигао је у побједи 3:2 над Истреом, 11. априла 2014.
У сезони 2014/15, у Првој лиги, наступао је на 37 утакмица, једина утакмица на којој није играо била је због суспензије, јер је добио црвени картон на утакмици против Рена, 30. августа. Три недјеље раније,  постигао је први гол у сезони у побједи 3:0 над Евијаном. Одузео је лопту противничким фудбалерима више него било који други фудбалер у Европи.

## Трофеји

### Лестер
- Премијер лига (1) : 2015/16.

### Челси
- Премијер лига (1) : 2016/17.
- ФА куп (1) : 2017/18.
- Лига шампиона (1) : 2020/21.
- Лига Европе (1) : 2018/19.
- УЕФА суперкуп (1) : 2021.
- Светско клупско првенство (1) : 2021.

### Француска
- Свјетско првенство (1) : 2018.